# Медное (Тамбовская область)
Медное — село в Сампурском районе Тамбовской области России. Входит в состав Сатинского сельсовета.

## География
Село находится на юге центральной части региона, в лесостепной зоне, в пределах Окско-Донской низменной равнины, на реке Осиновка.

### Климат
Климат умеренно континентальный, относительно сухой. Средняя температура воздуха самого холодного месяца (января) — −11,5 — −10,5 °C (абсолютный минимум — −39 °C); самого тёплого месяца (июля) — 19,5 — 20,5 °C (абсолютный максимум — 40 °С). Среднегодовое количество атмосферных осадков варьирует в пределах от 400 до 650 мм. Продолжительность залегания снежного покрова составляет в среднем 145 дней.

## Топоним
Название селению дано, возможно, его владельцем Пашковым, которому принадлежали два соседних поселения — Серебряное и Золотое (ныне Ржаксинский район).

## История
Село Медное упоминается в документах ревизии 1816 года: «Деревня Медная. Вотчина помещика бригадира Алексея Александровича Пашкова». В деревне жили дворовые (36 человек), крестьяне (359 человек). Из крестьян названы Воробьев, Ермаков, Захаров, Махаев, Тикунов, Кузин, Коротков, Якунин, Ширяев.
В конце XIX — начале XX вв. Медным владела помещица Фёдорова.
В 1894 году на средства прихожан и помещиков была построена деревянная церковь Покрова Пресвятой Богородицы, снесенная впоследствии к 1930-м годам. Тогда же была уничтожена и часть кладбища. В настоящее время на месте церкви установлен поклонный крест.
До Революции в селе было две школы: смешанная церковно-приходская и земская. После школы были закрыты, и дети обучались в соседней школе в деревне Осиновка. В 1938 году в селе была построена большая по размеру школа, её директором стал Иван Степанович Романов. С 1938 до 1983 года школа носила статус неполно средней школы. В 1983 году школе присвоен статус Медненской средней общеобразовательной школы. В 1984 году сохраняя статус, школа была переведена в новое двухэтажное здание.
В 2008 году становится филиалом МБОУ Сатинской СОШ в поселке Сатинка.
До 2013 года возглавляло Медненский сельский совет, затем было присоединено к Сатинскому сельсовету.  

## Население
| 2010 |
| ---- |
| 425  |

## Инфраструктура
Отделение почтовой связи, школа, медпункт, магазин и кладбище.

## Транспорт
Проходит автодорога регионального значения 68Н-063.